# 吉田たち
吉田たち（よしだたち）は、吉本興業（大阪本部）所属の双子の兄弟からなる漫才師。2007年8月結成。NSC大阪校29期生。THE SECOND 〜漫才トーナメント〜2025ファイナリスト。

## メンバー
ゆうへい（1987年11月13日 - ）（37歳）
立ち位置は向かって右。
本名は吉田 雄平（よしだ ゆうへい）。
双子の兄。
趣味 サッカー、映画、セレッソ
口元にホクロがあったが、単独ライブのVTRでなくなった。
身長177 cm、体重68 kg、血液型O型。
「引き笑い（吸い笑い）」が特徴。（祇園・櫻井談）
2019年1月3日、吉本新喜劇の女優・井上安世と結婚したことを発表した。
「よしもと男前ブサイクランキング2019」のブサイク部門にて、フットボールアワー岩尾、ほんこんらを抑え4位となった。
2021年12月15日に長男が誕生
2025年6月11日公開のYouTube動画より、一生涯ザバス禁止生活をしている。
こうへい（1987年11月13日 - ）（37歳）
フロントマン
立ち位置は向かって左。
本名は吉田 康平（よしだ こうへい）。
双子の弟。
左目元にホクロがある。
趣味 サッカー、読書、セレッソ、服、飲酒
身長178 cm、体重65 kg、血液型O型。
動物が好きで、シュライヒというメーカーの動物フィギュアを集めている。
インスタグラムで「こうへい動物園園長（吉田たち）」という名前でアカウントを作っており、前述の動物フィギュアを使った写真を投稿している。
几帳面で、手帳に仕事や一緒に飲んだ人物などを書き留めている。
単独ライブ前に禁酒しがち。

## 概要・沿革
- 大阪府堺市出身。兄弟ともに堺市立福泉中央小学校、堺市立福泉南中学校、大阪府立東百舌鳥高等学校卒業。高校の同級生になでしこジャパンの阪口夢穂がいる（康平とは1年のとき同じクラスだった）[5][出典無効]。
- 姉が1人いる。
- 元は逆の名前（兄が康平、弟が雄平）になる予定だったが、産まれた時に弟の体重が軽かったため、健康の康の字が付く名前を弟に付けたというエピソードがある。
- 趣味は両者共にサッカー、漫画を読むことで、二人とも小学校から高校までサッカー部だった。
- 性格は正反対で、ゆうへいは明るく友達がたくさんできるタイプ、こうへいは暗くおとなしいタイプだった。
- コンビ名は、りあるキッズ安田が命名した[6]。旧コンビ名は「雄平・康平」「吉田」[6]。
- 2回解散している。解散しようと言ったのも、また組もうと言ったのも、全てこうへいである。
- 結成当初は尖っており、双子だということを隠す為にそれぞれで髪型や髪色を変えたり、片方だけメガネを掛けるなどして似せないようにし、双子ネタは一切やっていなかった。
- 2013年7月からレギュラー出演していたオンストを2019年3月を以て卒業。5年9ヶ月担当、全292回の放送で、オンスト担当歴代最長記録を更新した。
- 2017年11月15日から毎月第3水曜日にMCを務めていた大阪チャンネルのネット番組「もっともっとマンゲキ〜吉田たちの日〜」は、2019年8月21日の放送で最終回を迎え、MCを卒業した。以降はゲストとして不定期出演している。
- 2019年1月15日、ルミネtheよしもとでの「ルミネtheよしもと 平日12時の部 プラス」公演中にトップバッターで出演した際、こうへいが漫才中に意識を失って倒れ、ステージから落ち、客席で痙攣を起こした[7]。その後30分ほど意識が無かったという。
- YouTubeでの配信で、ゆうへい、こうへい共に髪を坊主にした[8][9]。
- 2022年11月22日、NHK大阪放送局が翌日（同月23日）に行われる2022 FIFAワールドカップ 日本対ドイツ戦で関西地方の盛り上がりを伝えるニュースの中で吉田たちが同局からの取材を受け、「一般人」の扱いで出演した[10][11]。

- THE SECOND 〜漫才トーナメント〜2025では、天津と母心を制し、グランプリファイナルに進出した[12]。漢字２文字に強く、漢字４文字に弱い。

## 賞レース戦歴

### M-1グランプリ
| 年度             | 結果         | エントリー No. | 場所                              | 日程                     | 備考                                               |
| ---------------- | ------------ | -------------- | --------------------------------- | ------------------------ | -------------------------------------------------- |
| 2006年（第6回）  | 1回戦敗退    | 不明           | [大阪] ヨシモト∞ホール            | 9月9日(土)・10月21日(土) | 「雄平・康平」名義、NSC大阪校在籍中                |
| 2007年（第7回）  | 2回戦進出    | 不明           | [大阪] ABCホール                  | 11月11日(日)             | 「吉田」名義、アマチュアとして出場                 |
| 2008年（第8回）  | 3回戦進出    | 不明           | [大阪] 大阪厚生年金会館芸術ホール | 11月30日(日)             | 「吉田」名義、アマチュアとして出場                 |
| 2009年（第9回）  | 3回戦進出    | 不明           | [大阪] 京橋花月                   | 11月30日（月)            | 「吉田たち」名義（以後同じ）、アマチュアとして出場 |
| 2010年（第10回） | 3回戦進出    | 不明           | [大阪] 京橋花月                   | 11月19日（金)            |                                                    |
| 2015年（第11回） | 準々決勝進出 | 14             | [大阪] なんばグランド花月         | 11月5日(木)              |                                                    |
| 2016年（第12回） | 準々決勝進出 | 170            | [大阪] なんばグランド花月         | 11月7日（月）            |                                                    |
| 2017年（第13回） | 準々決勝進出 | 327            | [大阪] メルパルクホール大阪       | 11月2日(木)              |                                                    |
| 2018年（第14回） | 準々決勝進出 | 844            | [大阪] なんばグランド花月         | 11月5日(月)              |                                                    |
| 2019年（第15回） | 準々決勝進出 | 2317           | [大阪] なんばグランド花月         | 11月18日(月)             |                                                    |
| 2020年（第16回） | 準々決勝進出 | 2266           | [大阪] なんばグランド花月         | 11月16日(月)             |                                                    |
| 2021年（第17回） | 準々決勝進出 | 4092           | [大阪] なんばグランド花月         | 11月10日(水)             |                                                    |
| 2022年（第18回） | 準々決勝進出 | 3419           | [東京]ルミネtheよしもと           | 11月13日(日)             | ラストイヤー                                       |

### その他戦歴
- 2013年 第11回MBS漫才アワード 優勝
- 2014年 第3回MBSラジオ演芸 ヤングスネーク杯 優勝
- 2015年 第50回上方漫才大賞 新人賞
- 2016年 第1回上方漫才協会大賞  文芸部門賞
- 2017年 第2回上方漫才協会大賞 大賞
- 2017年 第6回ytv漫才新人賞 優勝
- 2023年 第58回上方漫才大賞 奨励賞

## 出演

### ラジオ
- オンスト（YES-fm、2013年7月2日 - ） - 火曜日（2013年7月2日 - 2014年4月1日）→木曜日（2014年4月10日 - 2019年3月28日 ）
- ハンドレッドレディオ 第2部 吉田たち・守谷日和のクール番長（MBSラジオ、2013年10月3日 - 12月26日）
- 吉田たちのフリートーク（MBSラジオ、2014年10月21日 - 2015年3月24日）
- よしもとラジオ高校〜らじこー（エフエム大阪、2024年4月3日-）

### ネット番組
- 吉田たちのLINELIVE〜華金漫劇劇場番長〜（LINE LIVE漫才劇場チャンネル、2017年5月5日 - 2019年4月25日）
- 大阪チャンネルpresents もっともっとマンゲキ〜吉田たちの日〜（大阪チャンネル、2017年11月15日 - 2019年8月21日（毎月第3水曜日担当）) →不定期出演

## コラム

### 連載
- 吉田たちの双子交換日記（ケータイよしもと）

## 出囃子
- ザ・ピーナッツ 「恋のフーガ」

## 舞台・ライブ
2010年
- 5月22日 初ソロライブ「吉田たちの濃縮」
- 7月25日 ソロライブ「吉田たちの崩壊」
- 11月13日 ソロライブ「吉田たちの生誕」

2011年
- 4月9日 ソロライブ「吉田たちの大和」
- 5月4日 ソロライブ「吉田たちの居間」
- 7月19日 ソロライブ「勉強机の右と左」
- 8月4日 トークライブ「2段ベットの上と下」
- 8月20日 ソロライブ「勉強机の右と左」
- 10月24日 トークライブ「2段ベットの上と下」
- 11月13日 ソロライブ「吉田たちの生誕」

2012年
- 1月21日 トークライブ「２段ベットの上と下」
- 3月11日 ソロライブ「吉田たちの内戦〜2010年2011年で創った100本の漫才からあんまりやってないネタともちろん新ネタもして、お客さんにランキングをつけて貰うバトルイベント〜」
- 6月29日 ソロライブ「マンスリーよしだ創刊号〜特集吉田たちの新ネタ〜」
- 7月24日 東京ライブ「吉田たちｖｓコマンダンテ〜満席なったら秋に各々東京単独できるねんライブ〜」
- 7月27日 ソロライブ「マンスリーよしだ7月号〜特集吉田たちの新ネタと新キャラ〜」
- 8月24日 ソロライブ「マンスリーよしだ8月号〜特集吉田たちの新ネタと御茶ノ水男子〜」
- 9月28日 ソロライブ「マンスリーよしだ9月号〜特集復活!!吉田たちの内戦〜」
- 10月8日 東京初単独ライブ「勉強机の右と左」(新宿シアターブラッツ)
- 10月31日 ソロライブ「マンスリーよしだ10月号〜特集新ネタとTHEバンドたち対バンライブ〜」
- 11月13日 ソロライブ「マンスリーよしだ11月号〜特集吉田たちの生誕〜」
- 12月26日 ソロライブ「マンスリーよしだ12月号〜特集新ネタと2012年トーク〜」

2013年
- 1月25日 ソロライブ「マンスリーよしだ1月号」
- 2月27日 ソロライブ「マンスリーよしだ2月号」
- 3月26日 ソロライブ「マンスリーよしだ廃刊号〜第1回よしバト＋チャンピオン大会〜」
- 8月2日 ソロライブ「たち噺」
- 11月13日 ソロライブ『吉田たちのお誕生日会〜1部 たち噺・2部 29喜劇・3部 サプライズ〜』
- 12月15日 東京単独ライブ「たち噺　ＩＮ　ＴＯＫＹＯ」(ヨシモト∞ホール)

2014年
- 2月16日 ソロライブ「たち噺」
- 3月22日 ソロライブ「ヨーソロー」
- 6月14日 ソロライブ「酷似」
- 8月29日 ソロライブ「類似品」
- 11月13日 ソロライブ「吉田たちの生誕〜NGK双子 特別公演〜」
- 11月17日 ソロライブ「ネタ＆トークライブ たち噺 in 幕張」(よしもと幕張イオンモール劇場)

2015年
- 1月31日 ソロライブ「ふたご強化月間」
- 2月8日 ソロライブ「Niteru 似 LIVE」
- 2月26日 ソロライブ「ふたご強化月間」
- 3月23日 ソロライブ「ふたご強化月間」
- 3月27日 ソロライブ「Niteru 似 LIVE」
- 4月5日 「吉田の旦那、幕張へ」(よしもと幕張イオンモール劇場)
- 4月23日 ソロライブ「ふたご強化月間」
- 4月26日 ソロライブ「Niteru 似 LIVE」
- 5月2日 トークライブ「劇場版 吉田たちのフリートーク」
- 5月16日 ソロライブ「ふたご強化月間」
- 5月31日 ソロライブ「Niteru 似 LIVE」
- 6月6日 ソロライブ「大阪の双子漫才師 吉田たち単独ライブ〜たち噺 IN 福岡〜」(あるあるYY劇場)
- 6月14日 トークライブ「劇場版 吉田たちのフリートーク」
- 6月28日 ソロライブ「ふたご強化月間」
- 7月17日 トークライブ「吉田たちのいま」
- 7月27日 ソロライブ「ふたご強化月間」
- 8月17日 ソロライブ「ふたご強化月間」
- 8月23日 ソロライブ「吉田たち in東京 2015」
- 8月25日 トークライブ「吉田たちのいま」
- 9月28日 ソロライブ「ふたご強化月間」
- 9月28日 トークライブ「吉田たちのいま」
- 11月13日 ソロライブ「吉田たちの生誕 〜今年は２人だけ！シークレットゲストあり！！ゲストいてんのかいっ！！！〜」
- 11月30日 トークライブ「吉田たちのいま」

2016年
- 1月22日 ソロライブ「浪速の双子漫才プリンス」
- 2月21日 トークライブ「吉田たちのいま」
- 3月27日 単独ライブ「ふたご強化月間」(神保町花月)
- 単独ツアー「吉田たちの3都市漫才武者修行」
  - 7月31日 〜in 渋谷〜（ヨシモト∞ホール）
  - 8月13日 〜in 祇園〜（よしもと祇園花月）
  - 9月25日 〜in 名古屋〜（伏見JAMMIN）

- 11月13日 ソロライブ「吉田たちの生誕〜芸歴10周年記念公演〜」（なんばグランド花月）

2017年
- 1月28日 ソロライブ 「吉田たちの新春爆笑漫才2017」(よしもと漫才劇場)
- 3月31日 ソロライブ 「吉田たちの爆笑漫才2017」(よしもと漫才劇場)
- ソロライブ「吉田たちの大爆笑漫才ツアー」
  - 7月31日 大阪（なんばグランド花月）
  - 8月4日 福岡（よしもと天神ビブレホール）
  - 8月29日 東京（ヨシモト∞ホール）
  - 9月10日 名古屋（伏見JAMMIN）
  - 9月30日 祇園（よしもと祇園花月）

- 9月10日 トークライブ「吉田たちのトークライブin名古屋」（伏見JAMMIN）
- 10月4日　単独ライブ「ふたご強化月間」(ZAZA POCKET’S)

2018年
- 1月15日 ソロライブ「吉田たちのザ・爆笑新幹線」（道頓堀ZAZA HOUSE）
- 2月12日 ソロライブ「吉田たちの優勝に向けてのライブ」（よしもと漫才劇場）
- 3月20日 ソロライブ「吉田たちの優勝に向けてのライブZ」（よしもと漫才劇場）
- 3月24日 ソロライブ「ルミネ初単独ライブ　ルミネtheよしだたち」（ルミネtheよしもと）
- 4月27日 ソロライブ「吉田たちの優勝に向けてのライブDX」（よしもと漫才劇場）
- 5月25日 ソロライブ「吉田たちの優勝に向けてのライブ改」（よしもと漫才劇場）
- 吉田たちの優勝するための大大大爆笑漫才ツアー（全国ツアー）
  - 7月22日 大阪公演（なんばグランド花月）
  - 7月31日 北海道公演（BFH HALL）
  - 8月4日 福岡公演（イムズホール）
  - 8月24日 東京公演（ルミネtheよしもと）
  - 9月16日 広島公演（広島市南区民文化センター スタジオ）
  - 9月24日 愛知公演（東文化小劇場）

2019年
- 4月6日 単独ライブ「仕上がり」(よしもと漫才劇場)
- 4月24日 単独ライブ「総仕上げ」(ルミネtheよしもと)
- 5月6日 トークライブ「たち話」(ZAZA POCKET’S)
- 5月22日 単独ライブ「ふたご強化月間」(ZAZA POCKET’S)
- 6月5日 「吉田たちこうへいの大喜利するぜ！」(ポストよしもと)
- 6月10日 トークライブ「たち話」(ZAZA POCKET’S)
- 6月17日 単独ライブ「ふたご強化月間」(ZAZA POCKET’S)
- 7月8日 トークライブ「たち話」(ZAZA POCKET’S)
- 7月12日 「吉田たちこうへいの大喜利するぜ！」(ポストよしもと)
- 7月15日 単独ライブ「ふたご強化月間」(ZAZA POCKET’S)
- 8月9日 単独ライブ 「総仕上がり」(なんばグランド花月)
- 8月22日 単独ライブ「ふたご強化月間」(ZAZA HOUSE)
- 8月26日 トークライブ「たち話」(ZAZA POCKET’S)
- 9月28日 トークライブ「たち話」(ZAZA POCKET’S)
- 10月2日 単独ライブ「ふたご強化月間」(ZAZA POCKET’S)
- 10月14日 トークライブ「たち話」(ZAZA POCKET’S)
- 11月27日 トークライブ「たち話」(ZAZA POCKET’S)
- 吉田たち47都道府県漫才ツアー
  - 8月24日 福岡公演（よしもと天神ビブレホール）
  - 9月20日 愛知公演（大須演芸場）
  - 11月30日 岡山公演（西川アイプラザ）
  - 12月15日 京都公演（よしもと祇園花月）

- 10月11日 単独ライブ 「総仕上がりファイナル」(ルミネtheよしもと)

2020年
- 1月22日 トークライブ「たち話」(ZAZA POCKET’S)
- 2月22日 トークライブ「たち話」(ZAZA POCKET’S)
- 吉田たち47都道府県漫才ツアー
  - 1月25日 神奈川公演（かなっくホール 横浜市神奈川区民文化センター）

2021年
- 1月25日 単独ライブ「これぞ吉田たち」(森ノ宮漫才劇場)
- 2月17日 トークライブ「たち話」(森ノ宮漫才劇場)
- 2月25日 単独ライブ「これぞ吉田たち」(よしもと漫才劇場)
- 3月25日 単独ライブ「これぞ吉田たち」(よしもと漫才劇場)
- 3月30日 トークライブ「たち話」(森ノ宮漫才劇場)
- 4月19日 トークライブ「たち話」(森ノ宮漫才劇場)
- 4月29日 単独ライブ「これぞ吉田たち」(よしもと漫才劇場)
- 5月25日 単独ライブ「これぞ吉田たち」(よしもと漫才劇場)
- 5月29日 トークライブ「たち話」(森ノ宮漫才劇場)
- 6月11日 単独ライブ「これぞ吉田たち」(よしもと漫才劇場)
- 吉田たち47都道府県漫才ツアー
  - 6月26日 兵庫公演（神戸ポートオアシスセンター）
  - 6月26日 たち話in兵庫（神戸ポートオアシスセンター）